# میچیو کاکو
میچیو کاکو (به انگلیسی: Michio Kaku) (به ژاپنی: 加来 道雄) (زادهٔ ۲۴ ژانویه ۱۹۴۷ کالیفرنیا) فیزیکدان مشهور آمریکایی ژاپنی تبار است.
وی شاگرد ادوارد تلر و از نظریّه‌پردازان بزرگ فیزیک کنونی جهان است. کاکو از بنیانگذاران نظریه ریسمان است. او کتاب‌های درسی در زمینهٔ نظریه ریسمان و نظریهٔ کوانتومی میدان دارد. او فارغ‌التحصیل دانشگاه هاروارد ودکتری خویش را نیز از دانشگاه برکلی گرفته است. او در حال حاضر استاد کالج شهری نیویورک است.
او از طرفداران محیط زیست و از مخالفان به‌کارگیری انرژی هسته‌ای شکافته است. همچنین یکی از حامیان پروژه جستجوی هوش فرازمینی (ستی) می‌باشد.

## زندگی شخصی
با شیزیو کاکو ازدواج کرده و دو دختر دارد.

## آثار
- ابرفضا
- چشم‌اندازها، انقلاب‌های علم در قرن بیست و یکم
- کیهان انیشتین: چگونه دیدگاه آلبرت انیشتین، درک ما از فضا و زمان را تغییر داد
- فیزیک غیرممکن‌ها
- فراسوی اینشتین
- جهان‌های موازی
- فیزیک آینده
- آینده ذهن
- آینده انسان
- معادله خدا
- برتری کوانتومی

## مهم‌ترین اثر
مهم‌ترین کتاب این فیزیک‌دان، فیزیک غیرممکن‌ها نام دارد که در زمرهٔ پرفروش‌ترین کتاب‌های علمی قرار گرفته‌است. میچیو کاکو به‌طرز شگفت‌انگیزی در بیان مفاهیم بسیار دشوار و پیچیده به زبانی ساده مهارت دارد.

## دفاع فعال از سیاست ضدهسته‌ای
کاکو اعتبار ضد هسته‌ای خود را مدیون اطلاعاتی است که از طریق برنامه‌هایی که طی سال‌های دانشجویی در کالیفرنیا در شبکه رادیویی پسیفیکا می‌شنید، کسب کرده‌است. در این دوره بود که او تصمیم گرفت از همکاری در زمینه توسعه نسل بعدی سلاح‌های هسته‌ای در ارتباط با مربی خود، ادواردتلر، صرف‌نظر کرده و در عوض، بر تحقیق، آموزش، نوشتن و پذیرش فرصت‌های رسانه‌ای برای آموزش تمرکز نمود. کاکو به گروه دیگری مانند هلن کالدیکات، جاناتان شل و کسانی که با اقدام صلح مرتبط بودند، پیوست یعنی کسانی که در ایجاد جنبش جهانی، خلع سلاح هسته‌ای در دهه ۱۹۸۰، در دوران ریاست جمهوری رونالد ریگان، نقش مهمی را به عهده داشتند.

## سرنوشت آینده بشر از منظر کاکو
به اعتقاد کاکو، سرنوشت بشریت به سادگی می‌تواند برپایه یک مدل توسعه توضیح داده شود. برپایه این مدل توسعه، انسان در طول تکامل خود چهار مرحله تمدن را پشت سر می‌گذارد:
تمدن نوع ۰ - در این تمدن، خود ما، یعنی انسانها وجود دارند که برپایه سطح فناوری ما می‌تواند گامهایی به عقب یا جلو بردارد.
تمدن نوع ۱- به اعتقاد «کاکو» تمدن نوع اول ۱ نزدیک بشریت است. به گفته این فیزیکدان، ما در مرحله گذار از نوع ۰ به نوع ۱ هستیم که از نشانه‌های آن می‌توان به فرهنگ بیش از همیشه جهانی شده، منابع جدید انرژی در حال توسعه و … اشاره کرد.
تمدن نوع ۲- یک خیز واقعی کیفیت که به گفته این دانشمند، یک تمدن نوع ۲ به صورت مجازی کاملاً جاودانه و نامیرا است؛ بنابراین در این تمدن هیچ چیز از بین نمی‌رود.
تمدن نوع ۳- تمدنی است که بر تمام قوانین فیزیک و در نتیجه کنترل بر روی فضا و بر روی انرژی حاصل از هزاران ستاره تسلط دارد. کهکشان را بدون مشکل کاوش می‌کند، سیارات را با استفاده از روباتهای هوشمند می‌بیند و می‌تواند با سرعت زیاد سفرهای فضایی انجام دهد.